# Vinni (Sänger)

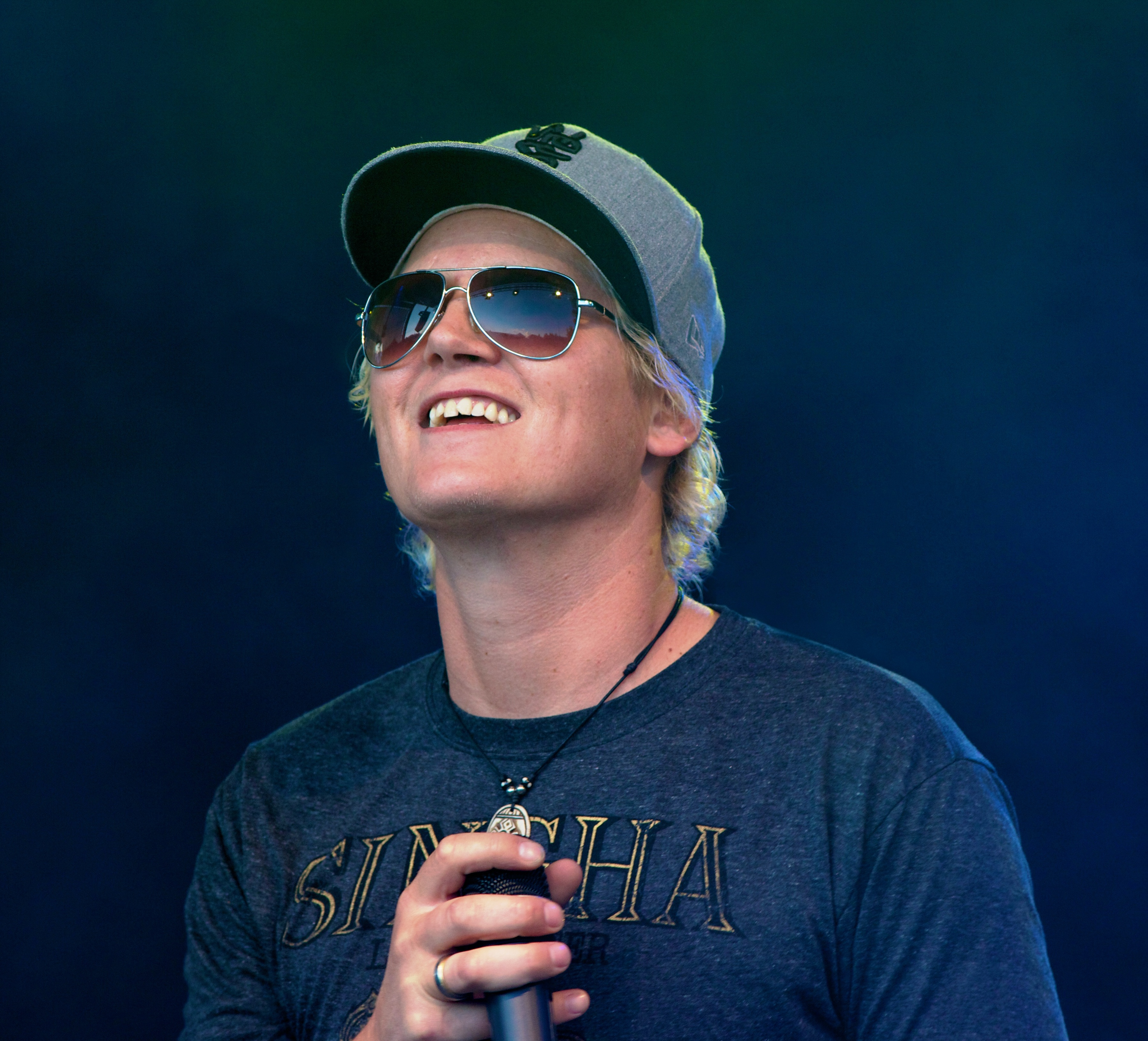
Vinni

Vinni (* 3. Februar 1976 in Arendal, Norwegen; richtiger Name Øyvind Sauvik), auch Vincent „Vinni“ Vagabond, ist ein norwegischer Sänger und Rapper. Er ist seit 1998 die eine Hälfte des Hip-Hop-Duos Paperboys.

## Biografie
Zusammen mit Ole Aleksander Halstensgård bildet Vinni seit 2002 das norwegische Hip-Hop-Projekt Paperboys. Die beiden hatten mehrere Top-Ten-Hits. Seit 2009 widmet sich Vinni Soloprojekten.
2009 nahm Vinni an der Fernsehshow Det store korslaget teil, bei der die teilnehmenden Musiker ein Team aus ihrer jeweiligen Heimatgemeinde anführten und so gegeneinander antraten. Vinnis Gruppe aus Kolbotn erreichte Platz 5. Infolge der Fernsehshow wurde der Paperboys-Song Lonesome Traveller so populär, dass das Original kurz darauf auf Platz 1 der Charts einstieg und 24 Wochen in den norwegischen Top 20 blieb. Mit 4-fach-Platin war sie die erfolgreichste norwegische Single des Jahres.
Danach startete Sauvik ein Projekt mit dem Namen Vinni & the Vagabonds, mit dem er 2010 das Album Happily Lost veröffentlichte.
Einen weiteren Fernsehauftritt hatte Vinni im Januar 2012 in der Sendung Hver gang vi møtes. Darin trafen sich sieben norwegische Musiker. Jede Folge war jeweils einem von ihnen gewidmet und die sechs anderen sangen darin eigene Interpretationen eines seiner Lieder. In Folge 1 sang Vinni Sommerfuggel i vinterland (Schmetterling im Winterland) des Liedermachers Halvdan Sivertsen. Seine Hip-Hop-Version der 25 Jahre alten Ballade über Einwanderer in Norwegen wurde zu einem großen Erfolg und war anschließend fünf Wochen lang Nummer eins der Charts. In der abschließenden Folge interpretierte er dann Godmorgen Norge von Øystein Dolmen, Teil des vor allem in den 1970er und 1980er Jahren erfolgreichen Duos Knutsen & Ludvigsen (Knutsen war Dolmens Künstlername), als Reggae. Mit dieser Aufnahme löste er sich selbst auf Platz 1 der norwegischen Hitparade ab.
Gleichzeitig stellte er auch sein erstes Hip-Hop-Album unter dem Künstlernamen Vinni fertig. Die vorab veröffentlichte Single Halve meg stieg Mitte April 2012 auf Platz 4 ein, wodurch er mit drei Liedern gleichzeitig in den norwegischen Charts vertreten war. Das Album Oppvåkningen erschien im Herbst des Jahres und stieg auf Platz 1 der Charts ein.

## Diskografie
Alben
- 2010: Happily Lost (Vinni & the Vagabonds)
- 2012: Oppvåkningen
- 2023: Tanker blir ting

Singles 
- 2010: Let the Monkey Out (Vinni & the Vagabonds featuring Timbuktu)
- 2012: Sommerfuggel i vinterland
- 2012: Godmorgen Norge
- 2012: Halve meg
- 2012: Stjernestøv
- 2022: Glorie
- 2023: Evig og alltid (featuring Emma Steinbakken)

Gastbeiträge
- 2013: Fade Away (Nils Noa feat. Vinni, NO: ×2Doppelplatin )